# 턱목뿔근신경
턱목뿔근신경(mylohyoid nerve, nerve to mylohyoid) 또는 악설골근신경은 머리의 신경으로, 아래이틀신경의 가지이다. 턱목뿔근과 턱두힘살근 앞힘살에 분포한다. 아랫어금니에 분포할 수 있으며, 몇몇 치과 시술 시 국소 마취가 필요하다.

## 구조
턱목뿔근신경은 삼차신경(CN V), 아래턱신경(CN V3), 아래이틀신경을 거쳐 갈라져 나오는 가지이다. 감각신경과 운동신경 성분을 모두 가진다. 턱뼈구멍으로 들어가기 직전 갈라지고, 아래턱뼈가지(ramus of the mandible)의 깊은면에 있는 고랑을 타고 내려간다. 턱목뿔근의 아랫면에 다다르면 턱목뿔근과 턱두힘살근의 앞힘살에 모두 가지를 낸다.

## 기능
턱목뿔근신경은 턱목뿔근과 턱두힘살근의 앞힘살에 분포한다. 아래쪽 뒷어금니에도 약간의 감각신경 가지를 낸다.

## 임상적 중요성
구강 시술 중 통증을 방지하기 위해 아래쪽 이빨의 국소 마취 중에 턱목뿔근신경을 차단한다. 아래이틀신경 차단 시 마취가 제대로 되지 않아 통증을 유발할 수 있다.

## 추가 이미지

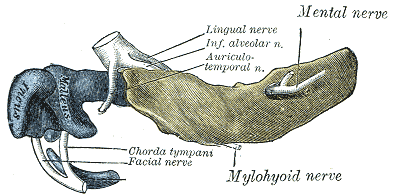
인간 배아의 아래턱뼈. 길이 24mm. 바깥쪽 면.
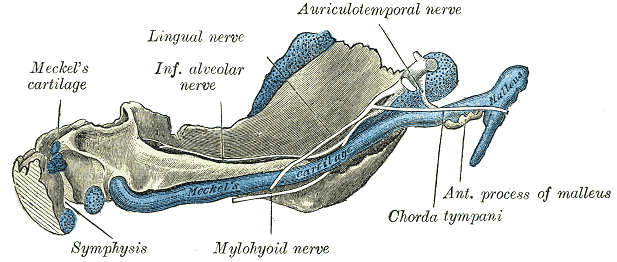
인간 배아의 아래턱뼈. 길이 95mm. 안쪽 면. 연골의 핵이 빗금 표시되어 있다.
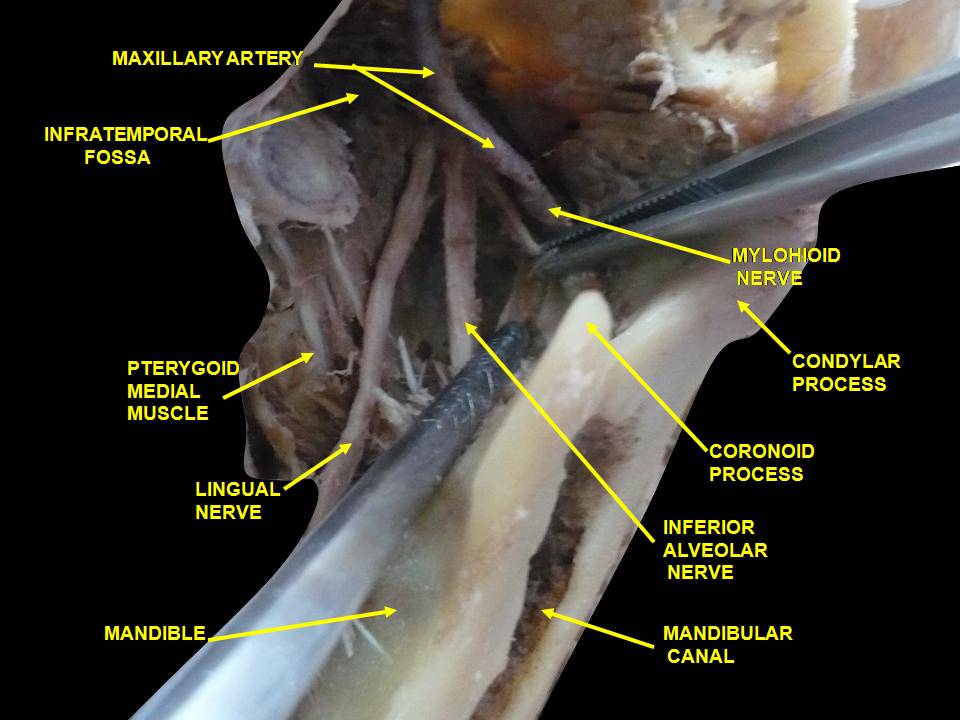
관자아래우묵. 혀신경과 아래이틀신경이 보인다. 깊은 곳 해부, 앞가쪽에서 본 사진.

## 참고 문헌
이 문서는 현재 퍼블릭 도메인에 속하는 그레이 해부학 제20판(1918) page 896의 내용을 기초로 작성된 글이 포함되어 있습니다.